# Helmond Sport
Helmond Sport – holenderski klub piłkarski mający siedzibę w mieście Helmond, leżącym w Brabancji Północnej, grający obecnie w Eerste divisie. Klub został założony 27 lipca 1967 roku jako spadkobierca drużyny Helmondia '55, która wcześniej zbankrutowała.

## Helmond Sport w lidze holenderskiej
Helomnd Sport rozpoczynał grę w holenderskiej trzeciej lidze. Po roku awansował do Eerstedivisie, a w 1982 roku wygrał ją i awansował po raz pierwszy w historii do Eredivisie. Tam grał przez 2 sezony i w 1984 roku wrócił do drugiej ligi. Po spadku klub awansował do finału Pucharu Holandii, w którym po dogrywce przegrał z FC Utrecht. W sezonie 2004/2005 zespół był blisko promocji do Eredivisie, gdy grał w fazie barażowej. Prowadził wówczas 1:0 ze Spartą Rotterdam po golu Nyrona Waua w 59. minucie, jednak w ostatnich 20 minutach to Sparta zdobyła 2 gole, w tym drugiego w 91. minucie i wygrywając 2:1 to ona awansowała do ekstraklasy.

## Znani zawodnicy
- Berry van Aerle
- Rein van Duijnhoven
- Harry Lubse
- Dennis Schulp
- Harald Wapenaar
- John de Wolf
- Lindsay Wilson
- Ovidiu Stanga
- Jewgienij Lewczenko
- Ricardo Moniz

## Znani trenerzy
- Ruud Brood
- Jan Brouwer
- Louis Coolen
- Jan van Dijk
- Frans Körver
- Adrie Koster
- Jan Pruijn
- Gerald Vanenburg
- Mario Verlijsdonk